# Martyniwka (przystanek kolejowy w obwodzie rówieńskim)
Martyniwka (ukr. Мартинівка) – przystanek kolejowy w miejscowości Zdołbunów, w rejonie rówieńskim, w obwodzie rówieńskim, na Ukrainie.
Dawniej przystanek nosił nazwę Mykoły Prychod´ka (ukr. Миколи Приходька), od nazwy przyległej ulicy. Zgodnie z Ustawą o potępieniu komunistycznego i narodowosocjalistycznego (nazistowskiego) reżimów totalitarnych i zakazu propagowania ich symboliki nazwa tak ulicy, jak i przystanku uległa dekomunizacji.